# Superliga de India 2023-24
La Superliga de India 2023-24 fue la 10.ª edición de la Superliga de India, campeonato profesional de fútbol en la República de la India y la 2.ª como la única máxima categoría después de que la I-League se convirtiera la segunda división. La temporada comenzó el 21 de septiembre de 2023 y terminó el 4 de mayo de 2024.

## Sistema de competición
La participación en la ISL contó con la participación de 12 equipos, siendo la primera temporada en la que se permitió la entrada de un equipo proveninete de la I-League. En la fase regular, los doce equipos se enfrentaron todos contra todos en dos ocasiones —una en campo propio y otra en campo contrario— hasta sumar 22 jornadas y cada equipo jugó 22 partidos. El orden de los encuentros se decidió por sorteo antes de empezar la competición. La clasificación se estableció con arreglo a la puntuación obtenida por cada equipo al término del campeonato. Los equipos obtuvieron tres puntos por cada partido ganado, un punto por cada empate y ningún punto por los partidos perdidos. Si al finalizar el campeonato dos equipos igualaban a puntos, los mecanismos para desempatar la clasificación fueron los siguientes:
1. El que tenía una mayor diferencia entre goles a favor y en contra según el resultado de los partidos jugados entre ellos.
2. El que tenía la mayor diferencia de goles a favor teniendo en cuenta todos los obtenidos y recibidos en el transcurso de la competición.
3. El club que haya marcado más goles.

Al término de esta etapa, el mejor equipo de la fase regular se proclamó campeón de liga, un título honorario. Por otro lado, los 2 mejores equipos clasificaron directamente a los play-offs, mientras del 3.° a 6.° disputaron la Reclasificación. Los play-offs se jugaron a doble partido, mientras que la reclasificación a partido único. Al finalizar esta ronda el ganador se proclamó campeón del ISL Shield.

## Información de los equipos
Por primera ocasión se permitió el ingreso de un equipo ascendido de la I-League, siendo el Punjab F. C. el primer club promocionado y convirtiéndose en la escuadra número 12 de la liga.
| Club              | Ciudad                      | Estadio                            | Capacidad |
| ----------------- | --------------------------- | ---------------------------------- | --------- |
| Bengaluru F. C.   | Bangalore, Karnataka        | Sree Kanteerava                    | 25 810    |
| Chennaiyin F. C.  | Chennai, Tamil Nadu         | Jawaharlal Nehru (Chennai)         | 40 000    |
| S. C. East Bengal | Calcuta, Bengala Occidental | Vivekananda Yuba Bharati Krirangan | 68 000    |
| F. C. Goa         | Margao, Goa                 | Fatorda                            | 19 000    |
| Hyderabad F. C.   | Hyderabad, Telangana        | Estadio G.M.C. Balayogi            | 30 000    |
| Jamshedpur F. C.  | Jamshedpur, Jharkhand       | JRD Tata Sports                    | 24 424    |
| Kerala Blasters   | Cochín, Kerala              | Jawaharlal Nehru (Kochi)           | 41 1000   |
| Mohun Bagan S. G. | Calcuta, Bengala Occidental | Vivekananda Yuba Bharati Krirangan | 68 000    |
| Mumbai City       | Bombay, Maharastra          | Mumbai Football Arena              | 6 600     |
| NorthEast United  | Guwahati, Assam             | Indira Gandhi                      | 24 627    |
| Odisha F. C.      | Bhubaneshwar, Odisha        | Estadio Kalinga                    | 12 000    |
| Punjab F. C.      | Mohali, Punyab              | Jawaharlal Nehru (Delhi)           | 60 000    |

## Temporada regular

### Clasificación
| Pos. | Equipo           | Pts. | PJ | G  | E | P  | GF | GC | Dif. | Clasificación 2023-24                                |
| ---- | ---------------- | ---- | -- | -- | - | -- | -- | -- | ---- | ---------------------------------------------------- |
| 1    | Mohun Bagan SG   | 48   | 22 | 15 | 3 | 4  | 47 | 26 | +21  | Semifinales y fase de liga de la Liga de Campeones 2 |
| 2    | Mumbai City (C)  | 47   | 22 | 14 | 5 | 3  | 42 | 19 | +23  | Semifinales                                          |
| 3    | Goa              | 45   | 22 | 13 | 6 | 3  | 39 | 21 | +18  | Reclasificación                                      |
| 4    | Odisha           | 39   | 22 | 11 | 6 | 5  | 35 | 23 | +12  | Reclasificación                                      |
| 5    | Kerala Blasters  | 33   | 22 | 10 | 3 | 9  | 32 | 31 | +1   | Reclasificación                                      |
| 6    | Chennaiyin       | 27   | 22 | 8  | 3 | 11 | 26 | 36 | −10  | Reclasificación                                      |
| 7    | NorthEast United | 26   | 22 | 6  | 8 | 8  | 28 | 32 | −4   |                                                      |
| 8    | Punjab           | 24   | 22 | 6  | 6 | 10 | 28 | 35 | −7   |                                                      |
| 9    | East Bengal      | 24   | 22 | 6  | 6 | 10 | 27 | 29 | −2   | Play-off de la Liga de Campeones 2                   |
| 10   | Bengaluru        | 22   | 22 | 5  | 7 | 10 | 20 | 34 | −14  |                                                      |
| 11   | Jamshedpur       | 21   | 22 | 5  | 6 | 11 | 27 | 32 | −5   |                                                      |
| 12   | Hyderabad        | 8    | 22 | 1  | 5 | 16 | 10 | 43 | −33  |                                                      |

 Fuente: Indian Super League Table
Notas:
1. ↑  East Bengal se clasificó al Play-off de la Liga de Campeones 2 como ganador de la Super Copa India 2024.

### Resultados
| Local \ Visitante | BEN | CHE | EAS | GOA | HYD | JAM | KEL | MOH | MUM | NEU | ODI | PUN |
| ----------------- | --- | --- | --- | --- | --- | --- | --- | --- | --- | --- | --- | --- |
| Bengaluru         | —   | 1–0 | 2–1 | 0–0 | 2–1 | 1–0 | 1–0 | 0–4 | 0–4 | 1–1 | 0–0 | 3–3 |
| Chennaiyin        | 2–0 | —   | 1–1 | 0–3 | 0–1 | 2–1 | 1–0 | 1–3 | 0–2 | 2–1 | 2–1 | 5–1 |
| East Bengal       | 2–1 | 1–0 | —   | 1–2 | 2–1 | 0–0 | 1–2 | 1–3 | 0–1 | 5–0 | 0–0 | 0–0 |
| Goa               | 2–1 | 4–1 | 1–0 | —   | 4–0 | 1–0 | 1–0 | 0–1 | 0–0 | 0–2 | 3–2 | 1–0 |
| Hyderabad         | 1–1 | 0–1 | 0–1 | 0–2 | —   | 0–5 | 1–3 | 0–2 | 0–3 | 2–2 | 0–3 | 0–2 |
| Jamshedpur        | 1–1 | 2–2 | 2–1 | 2–3 | 1–0 | —   | 1–1 | 2–3 | 0–3 | 1–1 | 0–1 | 0–0 |
| Kerala Blasters   | 2–1 | 3–3 | 2–4 | 4–2 | 1–0 | 1–0 | —   | 3–4 | 2–0 | 1–1 | 2–2 | 3–1 |
| Mohun Bagan SG    | 1–0 | 2–3 | 2–2 | 1–4 | 2–0 | 3–0 | 0–1 | —   | 2–1 | 4–2 | 2–2 | 3–1 |
| Mumbai City       | 2–0 | 3–0 | 0–0 | 1–1 | 1–1 | 2–3 | 2–1 | 2–1 | —   | 4–1 | 2–1 | 2–1 |
| NorthEast United  | 1–1 | 3–0 | 3–2 | 1–1 | 1–1 | 2–1 | 2–0 | 1–3 | 1–2 | —   | 3–0 | 0–1 |
| Odisha            | 3–2 | 2–0 | 2–1 | 1–1 | 3–0 | 4–1 | 2–1 | 0–0 | 2–2 | 1–0 | —   | 3–1 |
| Punjab            | 3–1 | 1–0 | 4–1 | 3–3 | 1–1 | 0–4 | 0–1 | 0–1 | 2–3 | 1–1 | 0–1 | —   |

## Fase final
- Los horarios corresponden al huso horario de India (UTC+05:30).

### Cuadro de desarrollo
|  | Primera ronda | Primera ronda  | Primera ronda  |             |   | Semifinales | Semifinales | Semifinales | Semifinales | Semifinales |  |   | Final          | Final | Final |  |
|  |               |                |                |             |   |             |             |             |             |             |  |   |                |       |       |  |
|  |               |                |                |             |   |             |             |             |             |             |  |   |                |       |       |  |
|  |               |                |                |             |   |             |             |             |             |             |  |   |                |       |       |  |
|  |               |                |                |             |   |             |             |             |             |             |  |   |                |       |       |  |
|  |               |                |                |             |   |             |             |             |             |             |  |   |                |       |       |  |
|  |               | 1              | Mohun Bagan SG | 1           | 2 | 3           |             |             |             |             |  |   |                |       |       |  |
|  |               |                |                | 1           | 2 | 3           |             |             |             |             |  |   |                |       |       |  |
|  |               |                | 4              | Odisha      | 2 | 0           | 2           |             |             |             |  |   |                |       |       |  |
|  | 3             | Goa            | 4              | Odisha      | 2 | 0           | 2           | 2           |             |             |  |   |                |       |       |  |
|  | 3             | Goa            |                |             |   |             |             |             |             |             |  |   |                |       |       |  |
|  | 6             | Chennaiyin     | 1              |             |   |             |             |             |             |             |  |   |                |       |       |  |
|  | 6             | Chennaiyin     | 1              |             |   |             |             |             |             |             |  | 1 | Mohun Bagan SG | 1     |       |  |
|  |               |                |                |             |   |             |             |             |             |             |  | 1 | Mohun Bagan SG | 1     |       |  |
|  |               |                | 2              | Mumbai City | 3 |             |             |             |             |             |  |   |                |       |       |  |
|  |               |                | 2              | Mumbai City | 3 |             |             |             |             |             |  |   |                |       |       |  |
|  |               |                |                |             |   |             |             |             |             |             |  |   |                |       |       |  |
|  |               |                |                |             |   |             |             |             |             |             |  |   |                |       |       |  |
|  |               | 2              | Mumbai City    | 3           | 2 | 5           |             |             |             |             |  |   |                |       |       |  |
|  |               |                |                | 3           | 2 | 5           |             |             |             |             |  |   |                |       |       |  |
|  |               |                | 3              | Goa         | 2 | 0           | 2           |             |             |             |  |   |                |       |       |  |
|  | 4             | Odisha (t. s.) | 3              | Goa         | 2 | 0           | 2           | 2           |             |             |  |   |                |       |       |  |
|  | 4             | Odisha (t. s.) |                |             |   |             |             |             |             |             |  |   |                |       |       |  |
|  | 5             | Kerala         | 1              |             |   |             |             |             |             |             |  |   |                |       |       |  |
|  | 5             | Kerala         | 1              |             |   |             |             |             |             |             |  |   |                |       |       |  |
|  |               |                |                |             |   |             |             |             |             |             |  |   |                |       |       |  |

### Primera ronda
| 19 de abril de 2024 | Odisha                            | 2:1 (t. s.) | Kerala Blasters | Estadio Kalinga, Bhubaneshwar                          |                                                        |
| 19:30               | Maurício 87' · Vanlalruatfela 98' | Reporte     | Černych 67'     | Asistencia: 7431 espectadores Árbitro(s): Harish Kundu | Asistencia: 7431 espectadores Árbitro(s): Harish Kundu |

| 20 de abril de 2024 | Goa                         | 2:1     | Chennaiyin     | Estadio Fatorda, Margao                                  |                                                          |
| 19:30               | Sadaoui 36' · Fernandes 45' | Reporte | Ćirković 45+4' | Asistencia: 12 469 espectadores Árbitro(s): Crystal John | Asistencia: 12 469 espectadores Árbitro(s): Crystal John |

### Semifinales
| 23 de abril de 2024 | Odisha                    | 2:1     | Mohun Bagan SG | Estadio Kalinga, Bhubaneshwar                                       |                                                                     |
| 19:30               | Delgado 11' · Krishna 39' | Reporte | Manvir 3'      | Asistencia: 9417 espectadores Árbitro(s): Tejas Visvasrao Nagvenkar | Asistencia: 9417 espectadores Árbitro(s): Tejas Visvasrao Nagvenkar |

| 28 de abril de 2024              | Mohun Bagan SG             | 2:0 (Global 3:2) | Odisha | Vivekananda Yuba Bharati Krirangan, Calcuta              |                                                          |
| 19:30                            | Cummings 22' · Samad 90+3' | Reporte          |        | Asistencia: 62 007 espectadores Árbitro(s): Crystal John | Asistencia: 62 007 espectadores Árbitro(s): Crystal John |
| Mohun Bagan SG avanzó a la final |                            |                  |        |                                                          |                                                          |

| 24 de abril de 2024 | Goa                          | 2:3     | Mumbai City                        | Estadio Fatorda, Margao                                   |                                                           |
| 19:30               | Thangjam 16' · Fernandes 56' | Reporte | Chhangte 90', 90+6' · Vikram 90+1' | Asistencia: 17 216 espectadores Árbitro(s): Pratik Mondal | Asistencia: 17 216 espectadores Árbitro(s): Pratik Mondal |

| 29 de abril de 2024           | Mumbai City                | 2:0 (Global 5:3) | Goa | Mumbai Football Arena, Bombay                          |                                                        |
| 19:30                         | Pereyra 69' · Chhangte 83' | Reporte          |     | Asistencia: 6953 espectadores Árbitro(s): Harish Kundu | Asistencia: 6953 espectadores Árbitro(s): Harish Kundu |
| Mumbai City avanzó a la final |                            |                  |     |                                                        |                                                        |

### Final
| 4 de mayo de 2024 | Mohun Bagan SG | 1:3     | Mumbai City                            | Vivekananda Yuba Bharati Krirangan, Calcuta             |                                                         |
| 19:30             | Cummings 44'   | Reporte | Pereyra 53' · Bipin 81' · Vojtuš 90+7' | Asistencia: 62 007 espectadores Árbitro(s): Venkatesh R | Asistencia: 62 007 espectadores Árbitro(s): Venkatesh R |

|                                |
| Bandera de la India            |
| Campeón Mumbai City 2.º título |

## Máximos goleadores
- Actualizado al 4 de mayo de 2024.
| Rank | Jugador               | Club            | Goles |
| ---- | --------------------- | --------------- | ----- |
| 1    | Dimitrios Diamantakos | Kerala Blasters | 13    |
| 1    | Roy Krishna           | Odisha          | 13    |
| 3    | Jason Cummings        | Mohun Bagan SG  | 12    |
| 4    | Diego Maurício        | Odisha          | 11    |
| 4    | Noah Sadaoui          | Goa             | 11    |
| 6    | Jorge Pereyra Díaz    | Mumbai City     | 10    |
| 6    | Carlos Martínez       | Goa             | 10    |
| 6    | Lallianzuala Chhangte | Mumbai City     | 10    |
| 6    | Dimitri Petratos      | Mohun Bagan SG  | 10    |
| 10   | Wilmar Jordán         | Punjab          | 8     |
| 10   | Armando Sadiku        | Mohun Bagan SG  | 8     |
| 10   | Vikram Partap Singh   | Mumbai City     | 8     |
| 10   | Cleiton Silva         | East Bengal     | 8     |
| 10   | Luka Majcen           | Punjab          | 8     |